# Msallata
Msallata là một thành phố ở tây bắc của Libya, trong quận Al Murgub. Thành phố Msallata có diện tích  km², dân số thời điểm năm 2006 là 46.169 người. Đây là thành phố lớn thứ 18 tại Libya.